# Gonzalo Zárate
Gonzalo Eulogio Zárate, né le 6 août 1984 à Rosario (Argentine), est un ancien footballeur argentin, qui évoluait au poste d'attaquant.

## Biographie
Il dispute plus de 200 matchs en première division suisse. Il inscrit 14 buts dans ce championnat lors de la saison 2009-2010, ce qui constitue sa meilleure performance.
Il participe à plusieurs reprises à la Ligue des champions et à la Ligue Europa.
Le 4 juillet 2018, Gonzalo Zárate s'engage avec le club du Énosis Néon Paralímni, à Chypre, après avoir résilié son contrat avec le FC Lausanne-Sport.

## Palmarès
- Champion d'Autriche en 2012 avec le Red Bull Salzbourg
- Vainqueur de la Coupe d'Autriche en 2012 avec le Red Bull Salzbourg